# Tábori György (író)

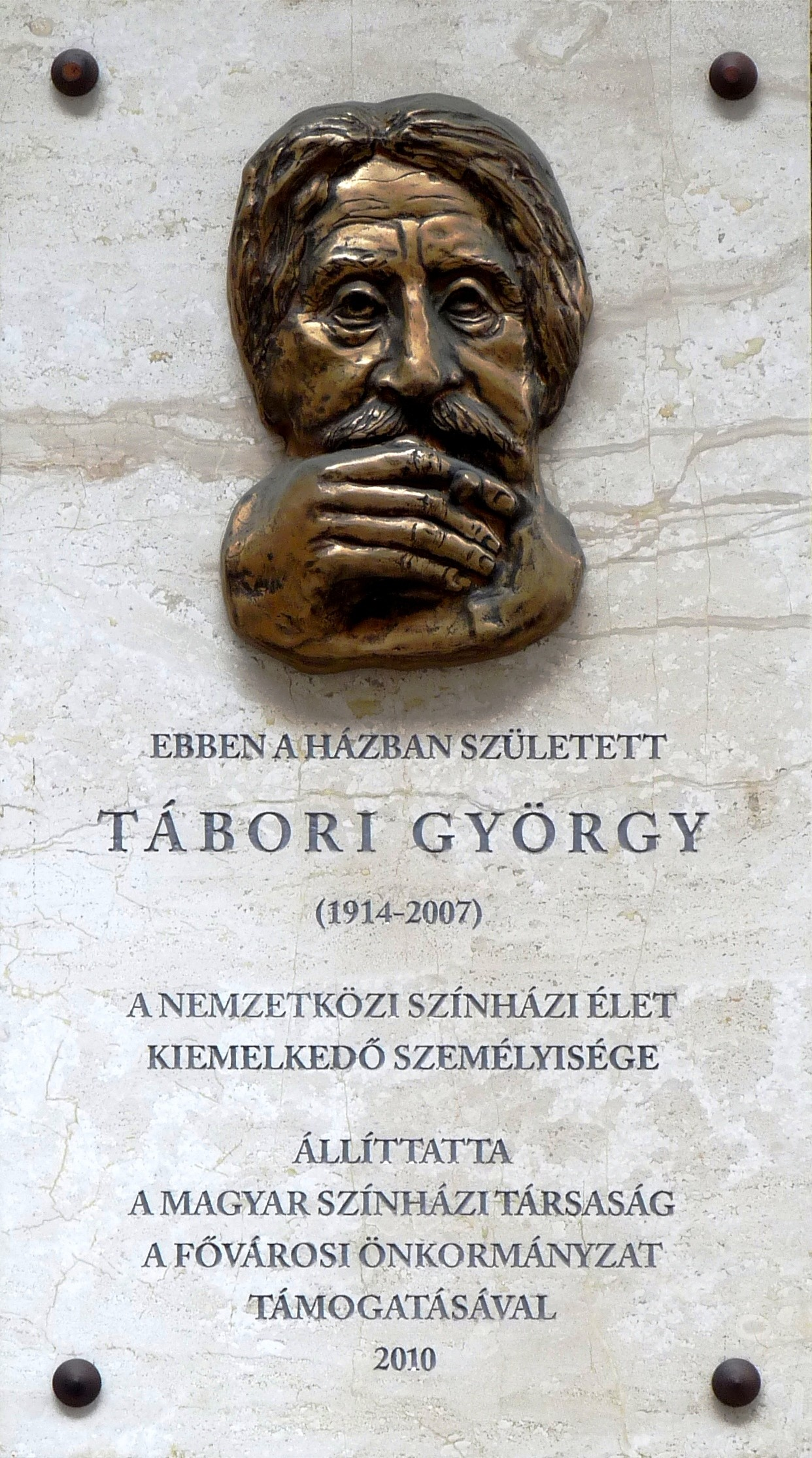
Emléktáblája Budapest VIII. kerületében. Varga Imre képzőművész alkotása

Tábori György, vagy nemzetközileg ismert nevén George Tabori (Budapest, 1914. május 24. – Berlin, 2007. július 23.) magyar író, BAFTA-díjas forgatókönyvíró és színházi rendező, a 20. századi világszínház meghatározó alakja, Tábori Kornél fia, Tábori Pál magyar író, újságíró bátyja. Műfordítóként a Tábory György névváltozatot is használta.

## Életpályája
Anyja, Elsa osztrák orvos lánya volt, innen Tábori kétnyelvűsége. Fiatalon költözött az akkori Európa színházi fővárosába, Berlinbe, de 1935-ben zsidó származása miatt el kellett hagynia az országot. Londonban a BBC-nek dolgozott és brit állampolgárságot szerzett. 1947-ben az Amerikai Egyesült Államokba költözött, ahol Bertolt Brecht- és Max Frisch-műveket fordított és forgatókönyveket írt. Ő írta például Alfred Hitchcock 1953-ban forgatott I Confess című filmjének forgatókönyvét).
Az 1950-es és ’60-as években több darabját állították sikerrel színpadra New Yorkban, az elsőt (Menekülés Egyiptomba) 1952-ben a Music Boxban, Elia Kazan rendezésében. Saját művein kívül színpadi kollázsokat állított össze más szerzők, például Brecht műveiből, akit személyesen ismert, miként Thomas Mannt is.
1966-tól második feleségével, Viveca Lindforsszal, akinek három gyerekét adoptálta, öttagú színjátszó csoportot vezetett The Strolling Players néven. 1971-ben visszatért Németországba. Életének ebben az utolsó korszakában főképp színházi területen dolgozott, főleg Berlinben, Münchenben, Brémában és Bécsben. 1989-től jórészt Ausztriában élt, de utolsó időszakát Berlinben töltötte. 1987-ben alapította és 1990-ig vezette a bécsi Der Kreis színtársulatot. Utolsó éveiben szinte háziszerzője volt a Brecht alapította Berliner Ensemble-nak; több darabját állították színre.

## Díjai
- 1976 – a Német Kritikusok Szövetségének díja
- 1981 – a Berlini Művészeti Nagydíj és a Mannheimi Filmfesztivál Nagydíja
- 1984 – a Mülheimi Drámaíró Díj
- 1988 – Berliner Theaterpreis
- 1991 – Peter Weiss díj
- 1992 – Büchner-díj (a nem anyanyelvi németek közül elsőként kapta meg)

## Fontosabb rendezései
- Strindberg: Júlia kisasszony
- Shakespeare: A velencei kalmár, Lear király, Hamlet, Othello
- Beckett: Godot-ra várva
- Eörsi István: Kihallgatás

## Fontosabb művei
- George Tabori: Companions of the left hand; Mifflin, Boston, 1946
- Original sin. Novel; Boardman, London–New York, 1947
- The caravan passes; Boardman, London–New York, 1951
- 1952 – Menekülés Egyiptomba
- 1953 – A császár ruhái
- 1958 – Bruhaha
- The journey; Transworld, London, 1959 (Corgi books)
- The Good One; Pocket Books, New York, 1960 (Permabook)
- 1960 – Brecht, Brecht (kollázs)
- 1968 – The Niggerlovers; Kannibálok
- 1969 – Pinkville
- 1972 – Bohócok
- 1975 – Sigmund öröme
- 1977 – Az éhezőművész (Kafka nyomán)
- Unterammergau oder Die guten Deutschen. Hörspiele, Essays; Suhrkamp, Frankfurt am Main, 1981 (Edition Suhrkamp)
- Son of a bitch. Erzählungen; németre ford. Ursula Grützmacher, Peter Sandberg; Hanser, München–Wien, 1981
- 1983 – Jubileum
- Spiele; németre ford. Ursula Grützmacher-Tábori, Peter Hirche, dalszöveg Volker Ludwig, előszó Peter von Becker; Prometh, Köln, 1984
- Mein Kampf. Farce; németre ford. Ursula Tabori-Grützmacher, zene Stanley Walden; Burgtheater, Wien, 1987
- 1990 – Babilonian Blues
- Theaterstücke, 1-2.; Hanser, München–Wien, 1994

### Magyarul
- Mein Kampf; ford. Kurdi Imre; in: Színház, 1991/ápr.
- Jubileum; ford., utószó Eörsi István; in: Színház, 1993/aug.
- A köd mögött; angolból ford. Ambrózy Ágoston; Anonymus, Bp., 1947
- Jubileum. Színművek; Ab Ovo, Bp., 1996 (Abgang könyvek)
- Mein Kampf (Harcom); ford. Kurdi Imre; Nemzeti Színház, Bp., 2010 (Nemzeti Színház színműtár, 178.)

## Emlékezete
2010. május 26-án emléktáblát avatott szülőháza, a VIII. kerület, Krúdy Gyula utca 16. homlokzatán a Magyar Színházi Társaság és a Fővárosi Önkormányzat (az emléktábla Varga Mátyás alkotása). Bécsben és Berlinben hasonló emléktáblák felavatására készülnek.